# ピュア×コネクト
『ピュア×コネクト』は、2015年5月29日にSMEEより発売されたアダルトゲーム。
萌えゲーアワード2015にて5月月間賞を受賞した。
2021年12月24日に『ピュア×コネクト フルHDリマスター』が発売された。

## ゲームシステム
ベーカリーレストラン｢ラ・ピヴォワーヌ｣を舞台に、そこで働くこととなった主人公が同僚のヒロインたちと恋愛関係になっていく恋愛アドベンチャー。プレイヤーは休憩時間の会話や就寝前のメールでヒロインたちと交流を深めていき、12月25日までにヒロインと恋人関係になることを目指す。本作の特徴として、主人公とヒロインのどちらから告白するかをある程度選択することが可能で、個別ルート突入前のメールで対象のヒロインを選ぶとヒロインから、それ以外のヒロインを選ぶと主人公から告白する流れとなる。他にも共通ルートの特定のタイミングでメールのやり取りが可能で、メールの内容によっては後のヒロインとの会話が一部変化する。

## あらすじ
平凡な大学生、宇佐見隼人は以前働いていたバイト先が潰れてしまい、新たなバイト先を探していた。その時志帆に出会い、彼女から誘われて「La pivoine」（ラ・ピヴォワーヌ）でアルバイトすることになる。そこでの出会いを通じて新たな物語が始まる。

## 登場人物

### 主人公
宇佐見 隼人（うさみ はやと）※名前変更可能
ごく普通の大学生。付き合ってもいない女性から別れ話を切り出されるなど女運に恵まれておらず、自身もノリだけで付き合うような女性を「クソ女」と呼び嫌っている。
今まで工事現場から犬の散歩まで様々なアルバイトを経験しているのもあって、仕事の手際は良い。また簡単な料理が出来るので、あゆみを含めた家族の朝食を作る事も多い。
空に対しては一緒に長くいすぎたために自身が空と恋愛関係になると思っておらず、「人の事を心配する前に自分が彼氏を作って欲しい」と考えている。
女性の尻の形をしたアダルトグッズに、「まさ子」「ひろ美」「キャサリン」といった名前をつけて大切にしている。

### メインヒロイン
一ノ瀬 空（いちのせ そら）
声 - 春日アン
隼人と同じ大学に通っている幼馴染。幼少のころから家族ぐるみで付き合っており、特に隼人の母親とはライブを一緒に見に行ったりする程の仲。
隼人とは長く居すぎた為にお互いを恋愛対象と見ておらず、早く隼人に彼女が出来ないかと気にかけている一方で自身の恋愛には無関心。
勉強をせずとも成績優秀な天才肌だが、隼人の前を平然と下着姿でうろつくなど女性らしさが欠如しており、周囲の人間を呆れさせる事がよくある。
家事は一通り出来るが料理をする際には奇声を発する事がある。またゲームなどのインドアな趣味を持っているが社交性は高く友人も多い。
ペットとしてグリーンイグアナの「イグ」を飼っており、とても大切にしている。
道明寺 萌美（どうみょうじ もえみ）
声 - 新山ゆうき
バイト先のスタッフ。隼人を「ウサピョン」空を「空ちん」などと軽いノリで呼ぶ。フリーターのため大学には通っていない。
ハイテンションでどんな会話やネタにも付いていけるムードメーカー的存在だが、自身を過小評価しており恋愛に関してはかなり奥手。
家庭があまり裕福ではなく母ともどもパートに明け暮れる傍らで妹たちの世話もしているため、プライベートの時間や空間をほとんど持っていない。
家事全般をそつなくこなせるが、特に料理は一人でおせち料理を作れるほど得意。
牧原 志帆（まきはら しほ）
声 - 柚木サチ
ベーカリーレストラン「La pivoine(ラ・ピヴォワーヌ)」の支配人。作中に登場するキャラの中で唯一、明確な年齢が判明している人物(28歳)。
仕事のオン・オフをしっかり切り替えており、仕事中は自他共に非常に厳しいが普段はスタッフ達と冗談交じりの会話もできる気さくな人物。
飲食店の支配人にもかかわらず料理が一切できず（「時間がもったいない」として改善しようともしない）、デパ地下の惣菜や宅食メインの食事生活を送っている。
現在の仕事に非常にやりがいを感じている仕事人間で、自身の恋愛に関しても「ほっといてもその内出来る」と考えておりほとんど無関心。
紺野 彩里沙（こんの ありさ）
声 - 森谷実園
バイト先のスタッフで城彩学園の2年生。学園に通う傍らファッション雑誌のモデルもやっている。空に対し憧れを抱いている。
真面目な性格で冗談話も真に受けてしまう半面「やっても将来役に立たない」という理由で勉強を全くしないため、学校の成績は非常に悪い。
離婚した浮気性の父親の影響で男性(特にイケメン)を嫌っているが、空と雰囲気が似ている隼人に対してはバイト等を通じて徐々に打ち解けていく。
また独占欲が強く、個別ルートに入ると憧れの対象である筈の空に対しても警戒心をむき出しにする事がある。
PlayStation Vita版『Friend to Lover 〜フレラバ〜』にもゲストとして登場している。
篠崎 あゆみ（しのざき あゆみ）
声 - 井ノ上花
隼人の従妹で城彩学園2年生。とある事情で宇佐見家に居候する事になり、後に同じバイト先で働くことになる。
物腰が柔らかく大人しめの性格で人懐っこいため、周囲（特に空の母親）から可愛がられている。
父親に居酒屋に連れていかれてた影響でエイヒレが好物、時代劇の5時間スペシャルを最初から全て見るなど少々オヤジ臭い面がある。
恋愛に関してはまだ早いと思いつつも自身の子どもっぽさを気にしている節があり、志穂などカッコイイ大人の女性に憧れを抱いている。
PlayStation Vita版『Friend to Lover 〜フレラバ〜』にもゲストとして登場している。

### サブキャラクター
日羽 翔子（ひわ しょうこ）
声 - 歩河みぃな
隼人、空の大学の友人。彼氏欲しさに頑張っているが結果は芳しくない。二人と付き合っている内に「この二人がくっつく事はあり得ない」という考えに至っており、空ルートで実際に空と付き合う事になってもしばらくは信じていなかった。
宇佐見 香里奈（うさみ かりな）※苗字は主人公と同じものになる
声 - 伊藤硝子
隼人の妹。非常に頭が悪く短絡的な思考の持ち主で不器用、その上で「自分は何でも出来る」と自身の能力を過大評価している。
かろうじて運動神経だけは若干優れており、陸上部に所属しているが、先述の件もあって家族たちからは色々と諦められている。
澄ました態度が気にくわないという理由で彩里沙を嫌っている。
牧原 銀蔵（まきはら ぎんぞう）
声 - 真神昌
志帆の父親で「La pivoine(ラ・ピヴォワーヌ)」のオーナー。自身もパン職人でその腕前は本物だが仕事中以外は酒を飲んでいる事が多い。
志帆が嫁に行き遅れるのではないかと焦っており、志帆に変わって婚活をしては服部たちにたしなめられている。
服部 清司（はっとり せいじ）
声 - 夏村伊介
バイト先のスタッフでパン職人。隼人からは「メガネ君」と呼ばれている。何事に関しても職人気質で、仕事の邪魔をしたり、足を引っ張る人間には怒りを見せる。
バイト初日から馴れ馴れしく接してくる隼人を苦手としているが、要領の良さなど仕事の能力の高さは認めている。
長谷川 フィリップ（はせがわ フィリップ）
声 - 柳沢降臨
バイト先のスタッフでキッチン担当。自他共に認める天才肌で、習得に2年は要するとされるパン製造の技術を半年で習得している。ただし自動車免許の筆記試験は深く考え込み過ぎてしまい何度も失敗している。
時々怖い話や夢を壊すような話をしてあゆみを怯えさせる事がある。
道明寺 姫良梨（どうみょうじ きらり）
声 - 榎津まお
萌美の妹で健太の姉。萌美いわく中二病をこじらせており、年齢とはかけ離れた大人びた思考をしている。事あるごとに健太の乳首にムヒを塗ろうとするため、本人から非常に嫌がられている。
道明寺 健太（どうみょうじ けんた）
声 - 星鹿りえ
萌美と姫良梨の弟。気弱な性格で姫良梨によく振り回されているが兄弟仲は良い。
佐藤（さとう）
ピヴォワーヌでアルバイトをしている男性。気弱で非常に影が薄い。
いじめの対象にすらされない自分の影の薄さを気にしており、空に相談した結果「モチョッピィ」というキャラを演じる事になった。
『フレラバ 〜Friend to Lover〜』にも同様のキャラが登場するが、同一人物かどうかは不明。

## 反響

### 受賞
本作は、萌えゲーアワード2015にて5月月間賞を受賞した。

### 批評
ほしざきしんやはGame-Styleに寄せたレビューの中で、本作のシナリオとシステムについて評価しており、「通常ルートはハチャメチャだが、ヒロインとのふれあいに破たんがみられないのがよかった。」と述べている。